# جاك نيس
جاك نيس (بالإنجليزية: Jack Ness)‏ هو لاعب كرة قاعدة أمريكي، ولد في 11 نوفمبر 1885 في شيكاغو في الولايات المتحدة، وتوفي في 3 ديسمبر 1957 في ديلاند في الولايات المتحدة.

## وصلات خارجية
- جاك نيس على موقعبيزبول رفرنس.كوم (الدوري الرئيسي) (الإنجليزية)
- جاك نيس على موقعبيزبول رفرنس.كوم (الدوري الثانوي) (الإنجليزية)